# Onthophagus rufolimbatus
Onthophagus rufolimbatus là một loài bọ cánh cứng trong họ Bọ hung (Scarabaeidae).